# Ваимеа (Хаваји)
Ваимеа (енгл. Waimea) насељено је место за статистичке потребе у америчкој савезној држави Хаваји. По попису становништва из 2010. у њему је живело 9.212 становника.

## Демографија
Према попису становништва из 2010. у граду је живело 9.212 становника, што је 2.184 (31,1%) становника више него 2000. године.
| Група             | 2000.         | 2010.         |
| Белци             | 2.026 (28,8%) | 2.708 (29,4%) |
| Афроамериканци    | 23 (0,3%)     | 30 (0,3%)     |
| Азијати           | 1.426 (20,3%) | 1.597 (17,3%) |
| Хиспаноамериканци | 548 (7,8%)    | 825 (9,0%)    |
| Укупно            | 7.028         | 9.212         |